# Laurent Koscielny
Laurent Koscielny (født 10. september 1985 i Tulle) er en fransk fodboldspiller, der spiller som midterforsvarer hos Bordeaux. Han har tidligere spillet for de franske klubber Guingamp, Tours og Lorient samt 2010–2019 for engelske Arsenal F.C. I sin debutkamp for Arsenal, den 15. august 2010, blev han udvist i et 1-1 opgør på udebane mod Liverpool.

## Landshold
Koscielny spillede 51 kampe for Frankrigs landshold. Han deltog  blandt andet ved EM i 2012, VM i 2014 og EM 2016. Han planlagde at stoppe på landsholdet efter VM 2018, men blev skadet inden slutrunden og kunne derfor ikke være med. Dermed blev venskabskampen mod Rusland 27. marts 2018 hans sidste landskamp.

## Titler
FA Cup
- 2014 med Arsenal F.C.
- 2015 med Arsenal F.C
- 2017 med Arsenal F.C

Community Shield
- 2014 med Arsenal F.C.
- 2015 med Arsenal F.C
- 2017 med Arsenal F.C